# کیم جو ئه
این یک نام کره‌ای است؛ نام خانوادگی کیم است.
کیم جو ئه (کره‌ای: 김주애؛ زادهٔ ح. ۲۰۱۲–۲۰۱۳) که با نام کیم جو آئه نیز شناخته می‌شود، دختر کیم جونگ اون رهبر کره شمالی و همسرش ری سول جو است.

## زندگی‌نامه
باور عمومی بر این است که کیم جو ئه در اوایل سال ۲۰۱۳ به دنیا آمده‌است. ری سول جو در طول سال ۲۰۱۲ به‌طور قابل توجهی در رسانه‌های کره شمالی غایب بود. اولین حضور عمومی او در سال ۲۰۱۲ بود. رسانه‌های کره جنوبی گزارش دادند که آنها در سال ۲۰۰۹ ازدواج کردند و در سال ۲۰۱۰ صاحب فرزند شدند. گمان می‌رود که او مادر کیم جو ئه باشد که دو سال بعد به دنیا آمده‌است. نام کیم جو ئه در خارج از کره شمالی زمانی شناخته شد که دنیس رادمن، که در سال ۲۰۱۳ به کره شمالی سفر کرد، اولین بار وجود وی را علناً مطرح کرد.
رادمن «در آغوش گرفتن نوزادشان جو ئه» و از کیم به عنوان «پدر خوب» تعریف کرد. باور برخی بر این است که او یک برادر بزرگتر متولد سال ۲۰۱۰ و خواهر یا برادری کوچکتر دارد که در سال ۲۰۱۷ متولد شده‌است.کیم جو ئه برای اولین بار در مراسم پرتاب موشک در نوامبر ۲۰۲۲ در انظار عمومی ظاهر شد. او تا اوایل فوریهٔ ۲۰۲۳ پنج بار در انظار عمومی ظاهر شد. رسانه‌های دولتی ابتدا او را دختر «محبوب» کیم جونگ اون نامیدند، اما به زودی از صفت «محترم» برای او استفاده شد که فقط برای پرافتخارترین اعضای جامعه، از جمله خود کیم جونگ، به‌کار می‌رود. برخی از تحلیلگران بر این باورند که نمایه عمومی جدید او تلاشی برای ارائه خانواده کیم به سبک سنتی سلطنت یا پاسخی به رقابت‌های درونی دولت کره شمالی است. همچنین به گمانه‌زنی‌هایی منجر شد که او ممکن است به عنوان جانشین پدرش انتخاب شده باشد؛ این می‌تواند او را به عنوان نخستین زن انتخاب شده به عنوان دبیرکل حزب کارگران کره و رئیس کمیسیون امور دولتی کره شمالی، تبدیل کند.